# Распутник (фильм, 2000)
«Распу́тник» (фр. Le Libertin) — эксцентрическая комедия 2000 года французского режиссёра Габриэля Агийона.

## Сюжет
Действие фильма происходит во Франции XVIII века, где писатель и философ-вольнодумец Дени Дидро озабочен тем, как лучше укрыть издание своей атеистической Энциклопедии от глаз Церкви. Слава философа-вольнодумца Дидро вызывает внимание многих женщин, в том числе художницы мадам Тербуш, в которую философ немедленно влюбляется. Тем временем дочь Дидро, семнадцатилетняя Анжелика, сама пытается исследовать свои сексуальные импульсы. В этом ей помогает дочь барона Гольбаха — Жюли. Работу над энциклопедией прерывает внезапный визит кардинала, и баронессе Гольбах приходится прикладывать все силы, чтобы отвлечь иерарха Церкви от подпольной издательской работы, которая кипит в поместье Гольбахов.

## В ролях
| Актёр           | Роль               |
| --------------- | ------------------ |
| Венсан Перес    | Дени Дидро         |
| Фанни Ардан     | мадам Тербуш       |
| Жозиан Баласко  | баронесса Гольбах  |
| Мишель Серро    | кардинал           |
| Франсуаза Лепен | мадам Дидро        |
| Ариэль Домбаль  | маркиза де Жофрей  |
| Франсуа Лаланд  | барон Гольбах      |
| Брюно Тодескини | маркиз де Камброль |
| Арно Лемер      | Маркиз де Луц      |
| Одри Тоту       | Жюли Гольбах       |
| Ваина Джоканте  | Анжелика Дидро     |

## Съёмочная группа
- Режиссёр: Габриэль Агийон
- Сценарист: Эрик-Эмманюэль Шмитт
- Оператор: Жан-Мари Дрёжу
- Композитор: Брюно Куле